# Рагозин, Лев Николаевич
Лев Никола́евич Раго́зин (22 октября 1928 — 4 июля 2012) — советский, российский кинооператор, кинорежиссёр. Член Союза кинематографистов СССР.

## Биография
В 1954 году окончил операторский факультет ВГИКа, работал на киностудии им. Горького.
Одним из увлечений Льва Рагозина была железная дорога. Он снимал её в течение всей своей сознательной жизни. Наследие Льва Рагозина включает множество уникальных фотографий не сохранившихся до сегодняшнего дня локомотивов и различных железнодорожных объектов. Они неоднократно публиковались в альманахе «Железнодорожное дело», были включены в фотоальбомы.
Лев Рагозин занимался также железнодорожным моделизмом и с соавторами издал по этой теме несколько книг.
В 1990—1995 годах Лев Рагозин по собственной инициативе снял три документальных фильма о железной дороге: «Ожившие паровозы», «От пара к электричеству», «С дизелем по рельсам». Помимо современных съёмок в них включены раритетные киносъёмки прежних лет.
Похоронен в Москве на Перепечинском кладбище.

## Фильмография

### Оператор
1. 1958 — Иван Бровкин на целине
2. 1962 — Люди и звери — ассистент оператора
3. 1962 — Конец света
4. 1963 — Большой фитиль
5. 1963 — Сгорел на работе (короткометражный)
6. 1966 — Волшебная лампа Аладдина
7. 1969 — Весёлое волшебство
8. 1972 — Огоньки
9. 1973 — Ты приходи к нам, приходи (киноальманах «Однажды летом»)
10. 1975 — Честное волшебное
11. 1977 — Усатый нянь
12. 1978 — Осенние колокола
13. 1979 — Циркачонок
14. 1982 — Серебряное ревю
15. 1982 — Теоретик (киноальманах «Наездники»)
16. 1982 — В небе «Ночные ведьмы»
17. 1987 — Христиане
18. 1990 — Живые паровозы (документальный)
19. 1992 — От пара к электричеству (документальный)
20. 1993 — Северной дороге — 125 лет (документальный)
21. 1995 — С дизелем по рельсам (документальный)
22. 1998 — Профессия, рождённая паровозом (документальный[9])

### Режиссёр
1. 1990 — Живые паровозы (документальный)
2. 1992 — От пара к электричеству (документальный)
3. 1993 — Северной дороге — 125 лет (документальный)
4. 1995 — С дизелем по рельсам (документальный)